# Pauligne
Pauligne település Franciaországban, Aude megyében. Lakosainak száma 363 fő (2022. január 1.). Pauligne Donazac, Gaja-et-Villedieu, Lauraguel, Loupia, Malras és Routier községekkel határos.

## Népesség
A település népessége az elmúlt években az alábbi módon változott:
| Lakosok száma | 328  | 270  | 314  | 325  | 336  | 345  | 357  | 369  | 374  | 363  |
|               | 1968 | 1982 | 1990 | 2006 | 2013 | 2015 | 2017 | 2019 | 2020 | 2022 |